# Delphinium laxiusculum
Delphinium laxiusculum là một loài thực vật có hoa trong họ Mao lương. Loài này được (Boiss.) Rouy mô tả khoa học đầu tiên năm 1893.